# Gewissener
Gewissener (lateinisch: Conscientarii) ist die Bezeichnung für eine angebliche Sekte, auf deren Unterstützung sich Matthias Knutzen, ein deutscher Freigeist des 17. Jahrhunderts, berief. Er gab an, diese Sekte habe allein in Jena über 700 Mitglieder, daneben existiere sie auch in Hamburg, Paris, Amsterdam, Rom und anderen Orten.
Als Matthias Knutzen in Jena unter obrigkeitlichen Druck geriet, wich er im September 1674 nach Altdorf aus, der Universität der Reichsstadt Nürnberg, ohne allerdings auch hier Erfolg haben zu können. Tatsächlich ist es aber zweifelhaft, ob Knutzen überhaupt Anhänger hatte, ganz zu schweigen von einer Sekte in der vorgeblichen Größe.
Wichtiger als diese Frage sind die geistesgeschichtlichen Wurzeln Knutzens: In der Ablehnung des christlichen Offenbarungsglaubens, einer sicher atheistischen Haltung, knüpft Knutzen an den antiken Atheismus an. In seiner Betonung des persönlichen Gewissens und der Vernunft als ausschließlicher moralischer Instanz ist der Einfluss des Neustoizismus zu vermuten. Weiter ist Knutzen mit Sicherheit vom Sozinianismus beeinflusst und nahm dessen weiter verstandenen Toleranzgedanken auf, um mit ihm die Ansprüche der christlichen Kirchen zurückzuweisen. Ein äußeres Element dieser Verbindung liegt in der Wahl Altdorfs, an dessen Universität zu Anfang des 17. Jahrhunderts der Sozinianer Ernst Soner gelehrt hatte.